# John Michael Hayes
John Michael Hayes (* 11. Mai 1919 in Worcester, Massachusetts; † 19. November 2008 in Hanover; New Hampshire) war ein US-amerikanischer Drehbuchautor.

## Karriere
Er schrieb die Drehbücher für mehr als 25 Filme, darunter viermal für Alfred Hitchcock. In den letzten Jahren unterrichtete er eine neue Generation von Künstlern im Schreiben von Drehbüchern am Dartmouth College in New Hampshire. Er nahm im Jahre 2000 seinen Abschied.

## Filmografie (Auswahl)
- 1952: Unternehmen Rote Teufel (Red Ball Express)
- 1953: Herzen im Fieber (Torch Song)
- 1953: Die Todesbucht von Louisiana (Thunder Bay) – Regie: Anthony Mann
- 1953: Verschwörung auf Fort Clark (War Arrow) – Regie: George Sherman
- 1954: Das Fenster zum Hof (Rear Window)
- 1955: Über den Dächern von Nizza (To Catch a Thief)
- 1955: Ein Hundeleben (It’s a Dog’s Life) – Regie: Herman Hoffman
- 1955: Immer Ärger mit Harry (The Trouble With Harry)
- 1956: Der Mann, der zuviel wusste (The Man Who Knew Too Much)
- 1957: Glut unter der Asche (Peyton Place)
- 1958: Die Heiratsvermittlerin (The Matchmaker) – Regie: Joseph Anthony
- 1959: Bei mir nicht (But Not for Me) – Regie: Walter Lang
- 1960: Telefon Butterfield 8 (Butterfield 8)
- 1961: Infam (The Children’s Hour)
- 1962: Kaiserliche Venus (Venere imperiale) – Regie: Jean Delannoy – Co-Autor des Drehbuchs
- 1964: Wohin die Liebe führt (Where Love Has Gone)
- 1964: Das Haus im Kreidegarten (The Chalk Garden)
- 1964: Die Unersättlichen (The Carpetbaggers)
- 1965: Die Welt der Jean Harlow (Harlow) – Regie: Gordon Douglas
- 1965: Judith
- 1966: Nevada Smith
- 1988: Pancho Barnes: Ein Leben für’s Fliegen (Pancho Barnes) – Regie: Richard T. Heffron
- 1994: Iron Will – Der Wille zum Sieg (Iron Will)